# 飾裝副南麗魚
飾裝副南麗魚，為輻鰭魚綱鱸形目隆頭魚亞目慈鯛科的其中一種，被IUCN列為瀕危保育類動物，分布於非洲加彭的淡水流域，體長可達5.2公分，棲息在森林覆蓋的小溪，生活習性不明。

## 擴展閱讀
維基物種上的相關：飾裝副南麗魚